# Trifid (fiktivní rostlina)
Trifid je fiktivní rostlina, která byla poprvé popsána ve světoznámém katastrofickém sci-fi románu Den trifidů (1951) anglického spisovatele Johna Wyndhama. O půl století později se trifidi znovu objevují v pokračování Wyndhamova románu Noc trifidů (2001, česky 2003) od jiného anglického spisovatele Simona Clarka.

## Původ
Původ trifidů byl sice ve Wyndhamově románu naznačen, nikdy však nebyl zcela odhalen. Více než dvacet let před událostmi „Dne trifidů“ byla původní semena trifidů ukradena z čínské výzkumné stanice (v originálním díle je původ rostlin v SSSR). Do světa se potom velejemná semínka rozšířila po sestřelu letadla, v němž byla pašována na západ. Toto období odpovídá počátkům studené války.
Wyndhamův pokračovatel se domnívá, že trifidi mohou být uměle vytvořenými hybridy několika jiných rostlin a jejich „otcem“ je (i ve skutečnosti existující) sovětský biolog Trofim Lysenko. Tato myšlenka je podepřena Wyndhamovým popisem trifidů, který je postaven na porovnání jednotlivých částí trifidů se skutečnými rostlinami. Clark také zavrhuje jak myšlenku, že trifidi vznikli přirozeným vývojem, tak i jejich případný mimozemský původ. Trifidi se původně pěstovali na výrobu oleje, který se lisoval z jejich těl.
Ve filmové adaptaci z roku 1962 však byli trifidi popsáni jako rostliny mimozemského původu, jejichž semena byla po Zemi rozptýlena během meteorické spršky.
Trifidé rovněž vytvářejí mutace v poměrně krátké době. Mohou posloužit i jako surovina pro výrobu plastů a léků. Z jejich vláken se vyrábějí provazy a některé jejich části se dají konzumovat. Na ostrově Wight se rafinovaný trifidí olej používá jako palivo do spalovacích motorů.

## Druhy
Základním druhem trifida je jeho suchozemská forma, která byla popsána v prvním románu. Tito dokáží později v druhém pokračování překonat mořskou úžinu za pomoci plovoucích ostrovů z vegetace a přepadnout lidské osídlení. Zde se také objevila nová forma, která byla schopna žít na dně vodních nádrží, čímž zmenšila schopnost přeživších lidí bránit se na ostrovech.
Na konci knihy Noc trifidů se v New Yorku objeví obrovské rostliny, které se pohybují až třikrát rychleji než běžný trifid a jsou mnohem nebezpečnější.

## Popis těla
Běžný trifid (neboli pseudopodia) dorůstá do výšky cca 2,5 m, v podmínkách Anglie běžně jen něco přes 2 metry, a dokáže se přesunovat pomalým kývavým pohybem. Během 2 let mu doroste žahadlo, které je umístěno v kalichu na vrcholku a jímž dokáže zasáhnout cíl na zhruba 2 m. Tento dosah může být prodloužen až na 3,5 m, pokud se trifid zároveň „zhoupne“ kupředu. Zasažená oběť umírá okamžitě rychlou smrtí. V pokračování románu potom vzniká možnost záchrany v podobě podání protijedu. Je záhadou, s jakou přesností dokáží trifidé zasáhnout obličej či nekryté části těla (ruce).
V prvním dílu je popisován nejpravděpodobnější komunikační orgán rostliny v podobě několika proutků, které se o sebe třou a vydávají chřestivý zvuk. Jasné potvrzení o schopnosti trifidů komunikovat však autor nenapsal a nechal na čtenáři, zdali uvěří, že tuto vlastnost rostliny měly. Ve druhém dílu je myšlenka rozvedena tak, že jejich kalich funguje jako anténa, která dokáže zachytit lidský pohyb.